# Estação Carlos Prates
Carlos Prates é uma estação da Linha 1 do Metrô de Belo Horizonte. Localiza-se entre os bairros Carlos Prates e Barro Preto.

## História
No final dos anos 1970 o GEIPOT elaborou o projeto do Trem Metropolitano de Belo Horizonte, tendo selecionado o bairro de Carlos Prates para receber uma de suas estações. As obras da estação foram iniciadas pela Rede Ferroviária Federal em 1982, sendo complementadas através da licitação 009/1985 que contratou as empresas Mendes Junior e Via Engenharia para realizar a construção das edificações da estação. Em 28 de agosto de 1985, a estação é aberta para testes com a população.

## Arredores
Hospital Felício Rocho - 750 m
Instituto São Rafael - 500 m
Hospital SOCOR - 550 m
Fórum Lafayette - 730 m
Clube dos Oficiais - 575 m
Hospital Mater Dei (Unidade Contorno) - 930 m

## Toponímia
Carlos Prates foi um engenheiro de minas formado em 1890 pela Escola de Minas de Ouro Preto. Pouco tempo depois foi nomeado diretor da Repartição de Terras e Colonização de Minas Gerais, além de ter sido um dos fundadores da Revista Industrial de Minas Gerais (1893-1897). Em sua homenagem, uma colônia de imigrantes italianos existente em Belo Horizonte foi renomeada Carlos Prates, dando origem ao bairro homônimo.